# Toxikologie

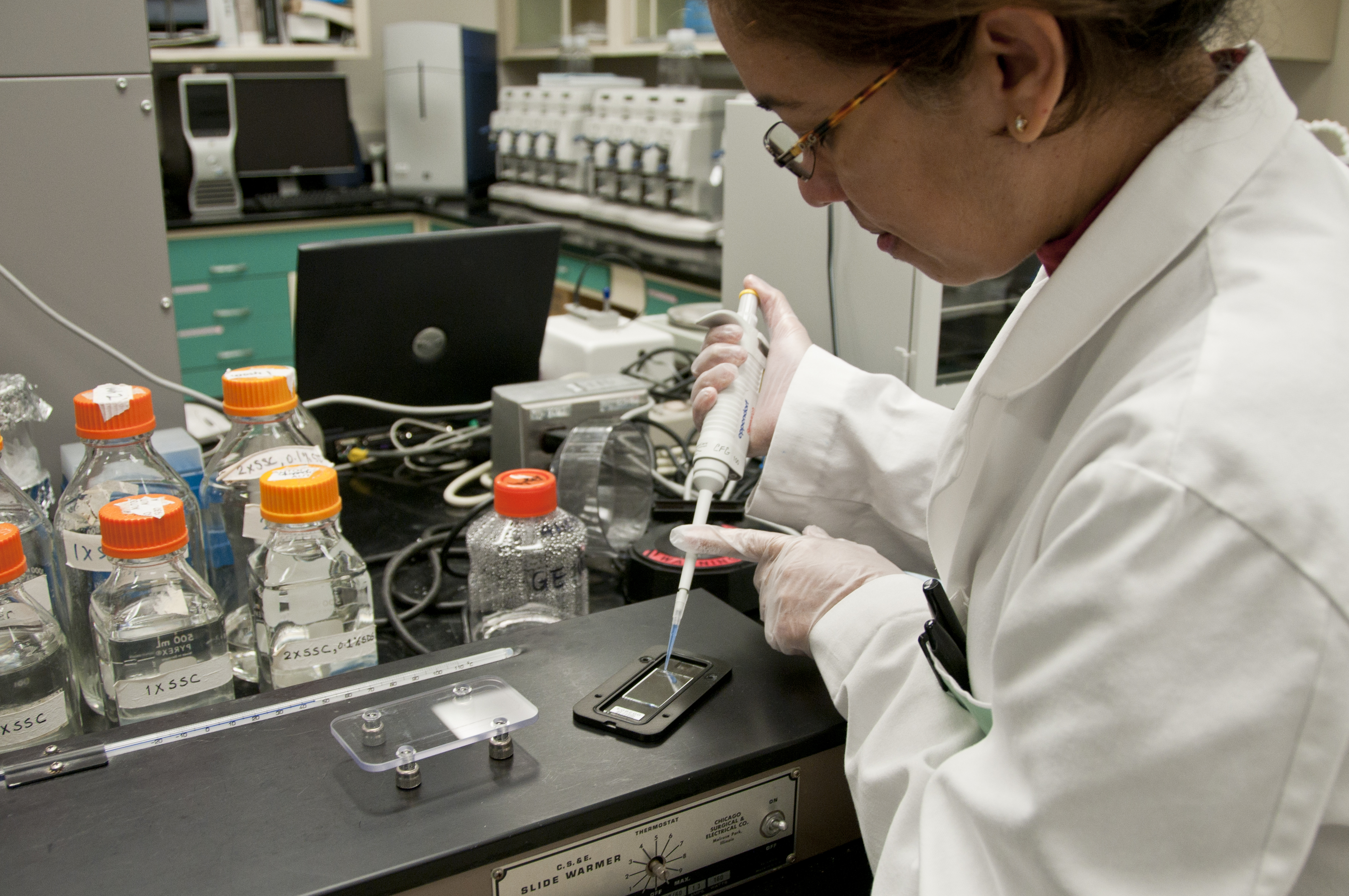
Toxikologie

Toxikologie je multidisciplinární věda, stojící na pokraji několika oblastí, hlavně chemie a medicíny.
Zaměřuje se na zkoumání negativního vlivu chemických sloučenin na živé organismy. Je blízce příbuzná s farmakologií.

## Zabývá se vlivy sloučenin na organismy

### bezprostřední
- toxicita

### dlouhodobé
- mutagenita – vznik genetických defektů
- rakovinotvornost (kancerogenita, karcinogenita) – vznik nádorů
- teratogenita – vznik vad vývoje nenarozeného plodu
- alergie
- poruchy zpracování jiných sloučenin

## Obecná toxikologie
Pojednává o vztazích mezi chemickou látkou a jejím toxickým účinkem na živý organismus. Má tedy mnoho společného s obecnou farmakologií, protože rozdíl mezi toxickým a farmakologickým účinkem je v mnoha případech jen kvantitativní, tzn. že mechanismus toxického účinku chemické látky je totožný s jejím mechanismem farmakologickým. Jed a lék od sebe odlišuje pouze dávka, jak tvrdí už renesanční hermetik Paracelsus.[zdroj?]

## Speciální toxikologie
- Klinická toxikologie se zabývá diagnostikou otrav, studiem klinických projevů a terapií onemocnění, které bylo vyvoláno účinkem toxických látek.
- Forenzní (soudní) toxikologie vyšetřuje příčiny smrti pomocí rozborů posmrtně odebraných tělesných vzorků.
- Toxikologie přírodních látek studuje toxické látky nacházející se ve všech formách živých organismů.
- Toxikologie léčiv studuje nežádoucí, tj. toxické projevy látek, které se v medicíně používají jako terapeutika.
- Průmyslová toxikologie studuje látky produkované chemickým průmyslem, jejich výskyt v chemických provozech a jejich nebezpečnost.
- Toxikologie životního prostředí se zabývá znečištěním životního prostředí chemickými látkami ve vztahu k jejich akutnímu a chronickému působení na zdraví člověka a zvířat.
- Ekotoxikologie je součástí toxikologie životního prostředí, je však zaměřena na studium vlivu toxických látek na dynamiku populace uvnitř ekosystémů.

Analytická toxikologie je součástí chemické toxikologie. Jedná o analytickém průkazu a stanovení jedů.
Chemická toxikologie se zabývá chemickými aspekty jedů. Dělí se na analytickou toxikologii, syntézu jedů a biochemickou toxikologii jednající o osudu a metabolizmu jedů.